# Herrengasse
Ne doit pas être confondu avec Herrengasse (Graz).
 (mai 2024).

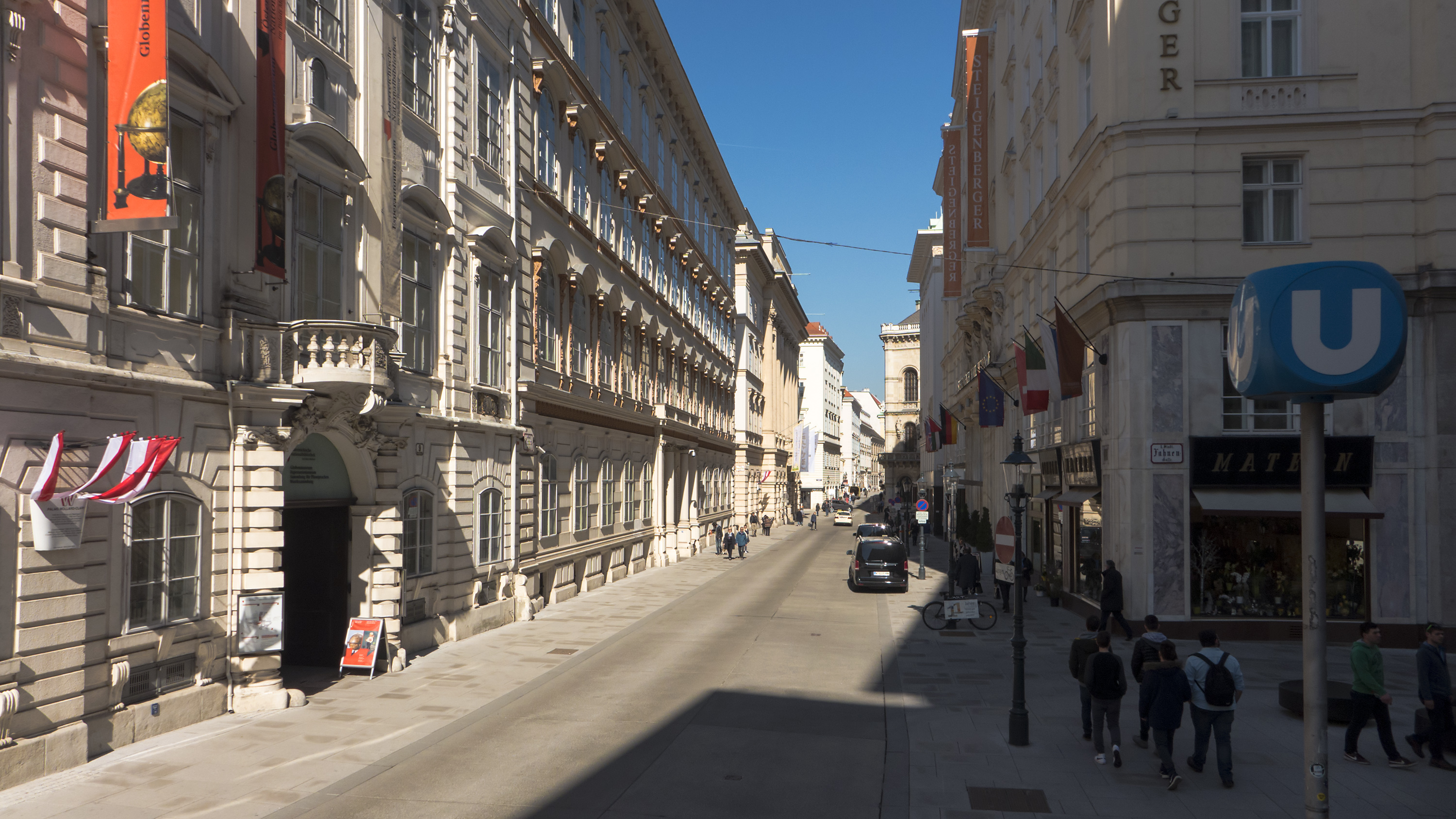
Herrengasse vers le nord

Herrengasse est une rue du centre historique de Vienne, l'Innere Stadt.

## Origine du nom
Le terme Herrengasse signifie littéralement "rue des seigneurs". Il reflète le statut social élevé des habitants de l'époque, principalement des aristocrates et hauts fonctionnaires qui y résidaient. La rue est bordée de nombreux palais historiques, comme le Palais Ferstel, le Palais Modena, et le Palais Mollard-Clary.

## Historique
Le tracé de la route remonte au tracé romain du Limes. Elle a été mentionnée pour la première fois dans un document en 1216. Le tronçon entre Freyung et Augustinerstrasse était connu au Moyen Âge sous le nom de Hochstrasse. En raison de la proximité de la Hofburg, résidence des Habsbourg, la noblesse commença à s'installer ici, c'est-à-dire à proximité immédiate du palais impérial.
En 1513, les domaines (seigneurs) de Basse-Autriche y construisirent leur maison de campagne. La rue s'appelle Herrengasse depuis 1547. Aujourd'hui encore, la Herrengasse abrite de nombreux anciens palais aristocratiques, dont la plupart ont été transformés en bureaux. Aujourd'hui, le terme palais est également utilisé pour désigner les immeubles d'habitation de style wilhelminien ou l'ancien bâtiment de la banque austro-hongroise.

### Réaménagement
Le 9 mars 2016, après deux ans de planification, la transformation de l'allée de 430 m de long et du quartier Fahnengasse/Wallnerstrasse de 120 m de long en zone de rencontre a été présentée. La circulation des vélos, bus publics, véhicules à moteur et calèches a été limitée à une vitesse de 20 km/h.
Toute la largeur de la rue a été pavée de manière continue afin de rendre la marche plus confortable. Les itinéraires des bus étaient balisés avec des pavés contrastés.
Le financement de la rénovation d'un montant de 5,5 à 6 millions d'euros a été réalisé - d'une manière nouvelle - par 10 à 15 propriétaires de maisons selon la longueur des façades des bâtiments - y compris le ministère de l'Intérieur. Les habitants s'y sont engagés contractuellement et ont travaillé ensemble dans le cadre de l'« Initiative Herrengasse + ». La ville de Vienne a supporté les frais de renouvellement de l'approvisionnement en eau pour 480 000 €.
Le nouvel espace de rencontre a ouvert  le 1er décembre 2016.

## Bâtiments remarquables

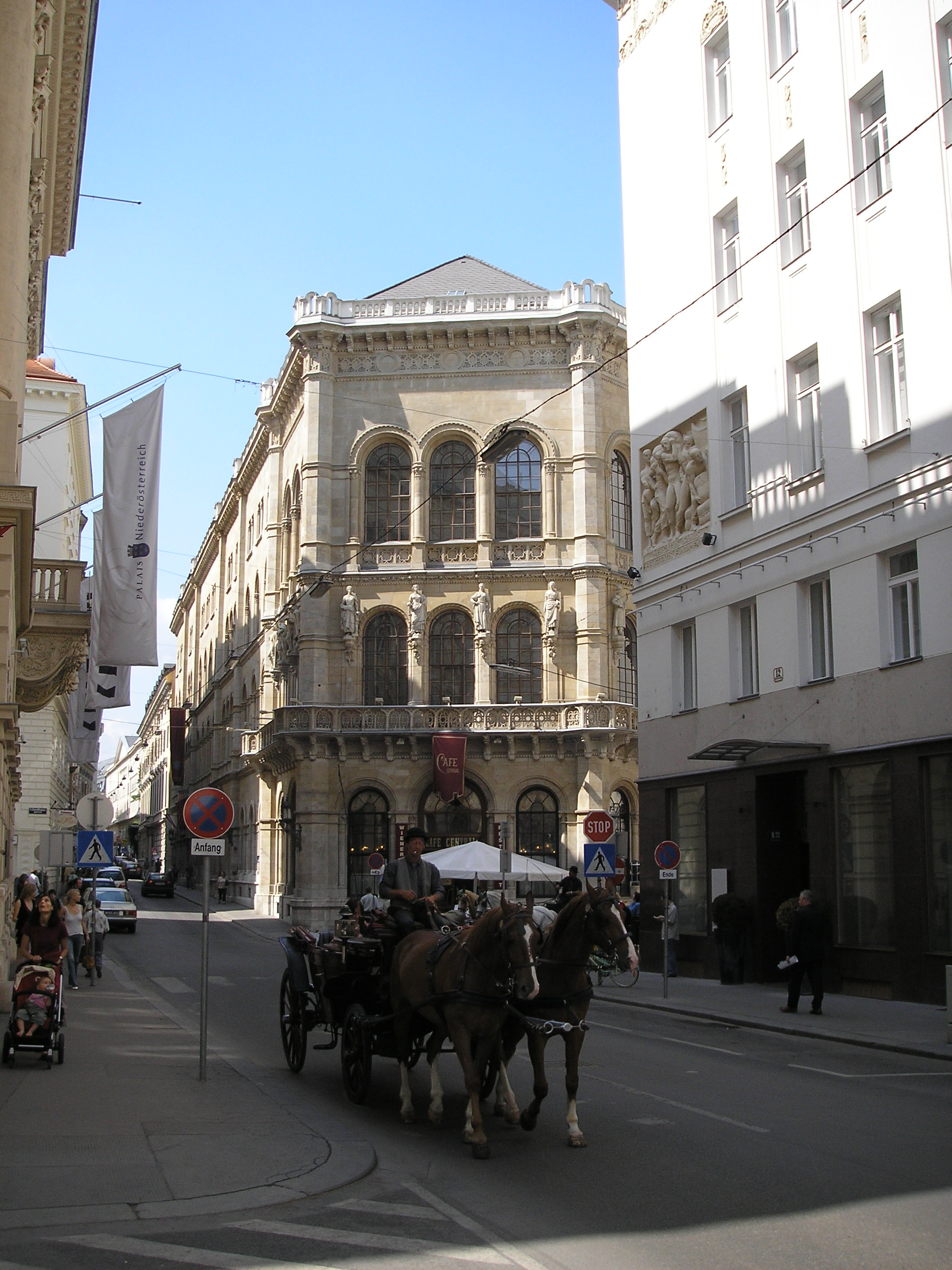
Palais Ferstel

- N°1 et 3 : Palais Herberstein (construit en 1897 à la place du Palais Dietrichstein avec le célèbre Café Griensteidl)
- N°5 : Palais Brassican-Wilczek (anciennement Palais Lembruch, 1737)
- N° 7 : Palais Modena (1811) ; 1872-1918 Siège du Premier ministre impérial et royal, aujourd'hui ministère de l'Intérieur
- Station de métro Herrengasse : La station U3, ouverte en 1991, a l'une de ses deux entrées dans la Fahnengasse, une petite rue latérale.
- N° 6 et 8 : gratte-ciel Herrengasse, construit en 1932, le premier gratte-ciel de Vienne
- N°9 : Palais Mollard-Clary (1689)
- N° 10 : Le Café Herrenhof était situé ici de 1914 à 2006 ; Le bâtiment utilisé comme hôtel appartient à une fondation laissée par Karl Wlaschek en 2015[2].
- N° 11 : Palais de Basse-Autriche (anciennement Landhaus de Basse-Autriche, construit entre 1839 et 1848, siège du gouvernement de l'État de Basse-Autriche jusqu'en 1996)
- N° 14 : Palais Ferstel (anciennement Banque austro-hongroise, 1856-1860, également Freyung 2), au rez-de-chaussée se trouve le Café Central, dans un passage le Donaunixenbrunnen.
- N°17 : anciennement Banque austro-hongroise puis Banque nationale autrichienne construite par Raphael Rigel[3] d'après les plans de Charles de Moreau dans les années 1821-1823 et depuis 1994 le centre tchèque
- N° 19 : Palais Batthyány (comprend des parties de l'ancien Palais Orsini-Rosenberg, 1716 ; le bâtiment appartient à une fondation laissée par Karl Wlaschek en 2015[2])
- N° 21 : Palais Trauttmansdorff (1834-1838)
- N°23 : Palais Porcia (1546)